# Alberto Breccia
Alberto Breccia (* 15. April 1919 in Montevideo, Uruguay; † 10. November 1993 in Buenos Aires, Argentinien) war ein uruguayischer Comiczeichner und -autor.

## Leben
Geboren in Montevideo, Uruguay, zog Alberto Breccia mit seinen Eltern nach Buenos Aires, Argentinien, als er drei Jahre alt war. Nach seinem Schulabschluss arbeitete Breccia zunächst in einer Fleischverpackungsfabrik. 1938 erhielt er eine Stelle beim Magazin El Resero, wo er Artikel schrieb und die Titelbilder zeichnete. 
1939 fing er beim Verlagshaus Manuel Láinez zu arbeiten an. Er zeichnete Comicstrips wie Mariquita Terremoto, Kid Río Grande und El Vengador für verschiedene Magazine des Verlagshauses.
In den 1950er Jahren wurde er Ehrenmitglied der „Gruppe von Venedig“, zu der italienischstämmige Künstler wie Hugo Pratt, Ido Pavone, Horacio Lalia, Faustinelli und Ongaro gehörten.
Andere Ehrenmitglieder waren Solano López, Carlo Cruz und Arturo Perez del Castillo. Mit Hugo Pratt und anderen namhaften Künstlerm lehrte er an der Escuela Norteamericana de Arte („Nordamerikanische Kunstschule“), der späteren Escuela Panamericana de Arte („Panamerikanische Kunstschule“), einer Kunstakademie in Buenos Aires und begründete hier gemeinsam mit Pratt das Instituto de Directores de Arte. 1957 wechselte Breccia zum Verlagshaus Editorial Frontera, wo er unter der Leitung von Héctor Germán Oesterheld zahlreiche „Ernie Pike“-Geschichten schuf. 1958 erschien seine Serie Sherlock Time im Comic-Magazin Hora Cero Extra mit Texten von Oesterheld. 
Ab 1960 zeichnete er für europäische Verlagshäuser via eine in Buenos Aires ansässige Künstleragentur, darunter Western und Kriegsgeschichten für das britische Haus Fleetway. Diese Zusammenarbeit dauerte allerdings nicht lange. Breccias Sohn Enrique zeichnete in den späten 1960ern ebenfalls ein paar Kriegsgeschichten für Fleetway, darunter Spy 13.
Breccia und Oesterheld arbeiteten 1962 auch bei einem der wichtigsten Comicstrips der Geschichte, Mort Cinder, zusammen.  Vorbild für das Gesicht des unsterblichen Cinder war Breccias Assistent Horacio Lalia. Sein Gefährte, der Antiquitätenhändler Ezra Winston, ist das Alter Ego von Breccia. Der Comicstrip erschien erstmals am 26. Juli 1962 in der Ausgabe Nr. 714 des Magazins Misterix und lief bis 1964. 
1968 arbeitete Breccia zusammen mit seinem Sohn an einer Comic-Biografie über das Leben von Che Guevara, auch hier wurde der Text von Oesterheld beigesteuert. Dieses Werk wird als Grund für das Verschwinden von Oesterheld angesehen.
1969 schrieb Oesterheld eine Neufassung von El Eternauta für das argentinische Magazin Gente. Breccia zeichnete die Geschichte in einem experimentellen Stil, für den er verschiedene Techniken benutzte. Das Ergebnis war alles andere als konventionell und war nicht auf kommerziellen Erfolg aus. Breccia weigerte sich, seinen Stil zu ändern, der zum Stil des Textes beitrug und sich sehr von dem Original von Solano López unterschied. Breccia schuf auch ein Wandgemälde in der U-Bahn von Buenos Aires mit dem Titel „El Eternauta“.
In den 1970er Jahren schuf Breccia innovative Grafiken in Schwarz/Weiß und Farbe mit Serien wie Un tal Daneri and Chi ha Paura delle Fiabe?, geschrieben von Carlos Trillo. Im letzteren, eine Satire, die auf einem Märchen der Brüder Grimm basierte, spielte Breccia mit Texturen, mixte Collagen, Acryl und Wasserfarben. Diese Technik wird in den 1980ern auch von angelsächsischen Autoren wie Bill Sienkiewicz und Dave McKean angewandt werden.
Weitere Werke von Breccia sind Los mitos de Cthulhu, Buscavidas (mit Text von Carlos Trillo) - eine grafische Geschichte Chiles - und Perramus, ein vom Werk des Poeten Juan Sasturain inspiriertes Pamphlet gegen die argentinische Diktatur. 
1993 starb Breccia in Buenos Aires.

## Werke (Auszug)
- Mariquita Terremoto
- Kid Río Grande
- El Vengador
- Jean de Martinica
- Vito Nervio (1947–1959 and 1974), mit Text von Leonardo Wadel
- Pancho López (1956)
- Ernie Pike, geschrieben von Oesterheld
- Sherlock Time (1958–1959), geschrieben von Oesterheld
- Mort Cinder (1962–1964), geschrieben von Oesterheld
- Richard Long (1966), geschrieben von Oesterheld
- La vida del Che (1968), geschrieben von Oesterheld (Gemeinschaftsproduktion mit Enrique Breccia)
- El Eternauta (Ausgabe von 1969), geschrieben von Oesterheld
- Evita, vida y obra de Eva Perón (1970), geschrieben von Oesterheld
- Squadra Zenith (1972–1974)
- Los mitos de Cthulhu (1973), geschrieben von Norberto Buscaglia, nach einer Textvorlage von H. P. Lovecraft
- Un tal Daneri (1974–1978), geschrieben von Trillo
- El corazón delator (1975), nach Edgar Allan Poe.
- Nadie (1977), geschrieben von Trillo.
- Buscavidas (1981), geschrieben von Trillo
- Perramus (1983), geschrieben von Juan Sasturain
- Drácula, Dacul, Vlad?, Bah... (1984)
- Informe sobre ciegos (1991), Textvorlage von Ernesto Sábato
- El Dorado, el delirio de Lope de Aguirre (1992), geschrieben von Carlos Albiac
- Martín Fierro, von José Hernández
- Platos voladores al ataque!!, geschrieben von Oesterheld